# 圣伊撒伯尔堂 (布达佩斯)
圣伊撒伯尔堂（匈牙利語：Árpád-házi Szent Erzsébet-plébániatemplom）是一座新哥特风格的罗马天主教教堂，位于布达佩斯第七区的伊丽莎白城（Erzsébetváros），拉科奇大街附近的玫瑰广场8号。

## 历史
1881年，天主教会在新成立的第七区，济贫院广场（现玫瑰广场）北侧建成第一座圣伊撒伯尔堂。这是一座小教堂，折衷主义风格。由于伊丽莎白城的快速增长，很快不敷应用，所以天主教教会买下了广场中心的土地，1889年成立建设委员会。1892年7月28日确定新哥特式风格的设计。1895年10月20日奥匈帝国皇帝为其举行奠基仪式。1901年5月16日举行祝圣仪式。1905年，老教堂转让给匈牙利的希腊天主教会。

## 建筑

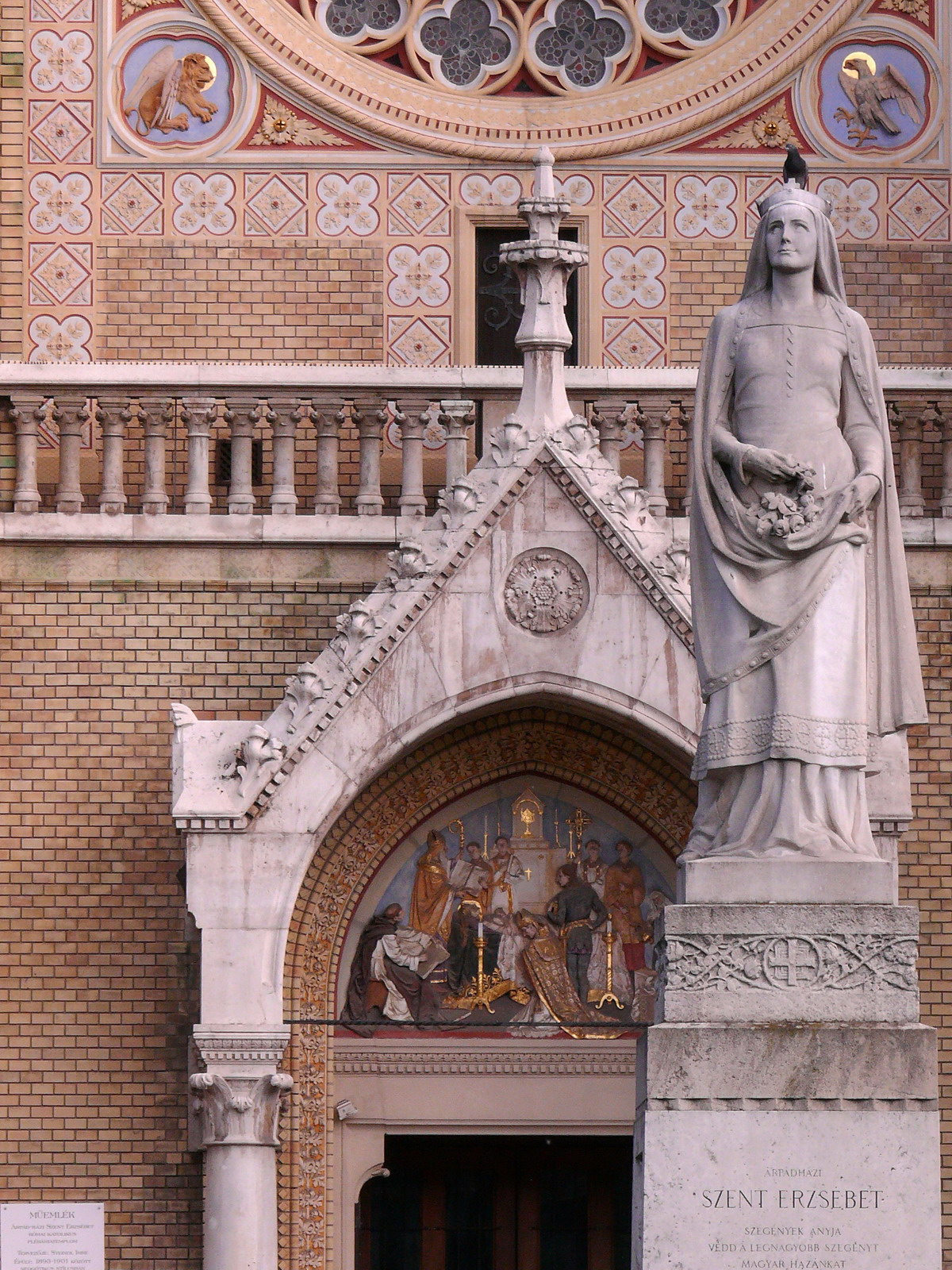
圣伊撒伯尔雕像

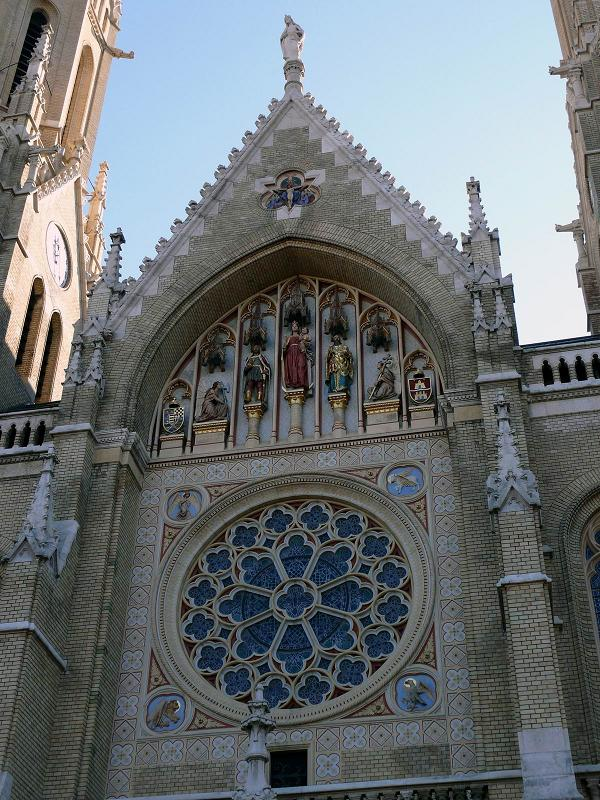
A kapuoromzat

钟楼高度为76米，建筑面积1800平方米。大约能够容纳2600人。
建筑设计模仿了传统的法国哥特式教堂。正门上方有圣伊撒伯尔等雕像。

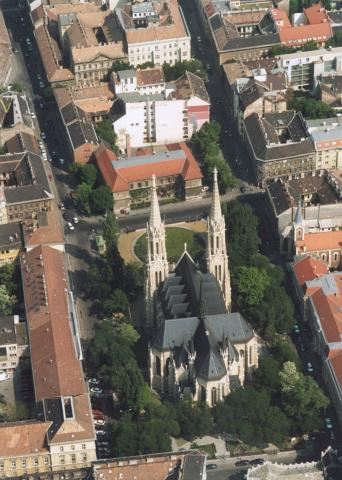